# Valbellahorn
Das Valbellahorn ist ein 2763 m ü. M. hoher Gipfel der Strelakette in den Plessuralpen im Schweizer Kanton Graubünden.

## Beschreibung
Das Valbellahorn ist zwischen den Gipfeln des Strel (2672 m ü. M.) und des Sandhubel (2763 m ü. M.) gelegen. Gegen Nordwesten fällt der Gipfel steil zum Hochplateau des Altein Tiefenberg ab, im Nordosten liegt der Altein mit dem Alteingrat. Im Süden liegt die Davoser Fraktionsgemeinde Wiesen. Auf dem Gipfelgrat verläuft die Gemeindegrenze von Davos und Arosa. Das Valbellahorn besteht grösstenteils aus Wettersteindolomit, der auf Alpinem Muschelkalk und Rauhwacke aus dem älteren Trias sowie auf dem vom Sandhubel herziehenden Verrucano ruht. Der Gipfel kann von Davos Wiesen, Davos Glaris oder Arosa aus bestiegen werden.

## Routen zum Gipfel

### Sommerrouten

#### Ab Davos-Glaris/Bärental
- Ausgangspunkt: Davos Glaris (1422 m ü. M.)
- Via Bärental/Alteiner Fürggli (2491 m ü. M.)
- Schwierigkeit: B, bis kurz hinter Alteiner Fürggli (Beginn Einstieg) als Wanderweg weiss-rot-weiss markiert
- Zeitaufwand: 4 bis 4,5 Stunden